# 18115 Rathbun
18115 Rathbun è un asteroide della fascia principale. Scoperto nel 2000, presenta un'orbita caratterizzata da un semiasse maggiore pari a 2,9877727 UA e da un'eccentricità di 0,0862116, inclinata di 10,33520° rispetto all'eclittica.